# Вилијам Пауел
Вилијам Пауел (енгл. William Powell) је био амерички глумац рођен 29. јула 1892. године у Питсбургу (Пенсилванија), а преминуо 5. март 1984. године у Палм Спрингсу (Калифорнија).

## Филмографија
| Улоге Вилијам Пауел |                |               |                       |          |
| Година              | Српски назив   | Изворни назив | Улога                 | Напомена |
| 1936.               | Велики Зигфилд |               | Флоренц Зигфилд Млађи |          |